# جيم ريد (لاعب كرة قدم أمريكية)
جيم ريد (بالإنجليزية: Jim Reid)‏ هو لاعب كرة قدم أمريكية أمريكي، ولد في 1 ديسمبر 1950.